# Kasagi
Kasagi (jap. 笠置町 Kasagi-chō) – miasto w Japonii, na wyspie Honsiu, w prefekturze Kioto. Według danych na rok 2020 miejscowość zamieszkiwało 1 144 mieszkańców , a gęstość zaludnienia wyniosła 48,6 os./km².